# 찰스 P. 새커

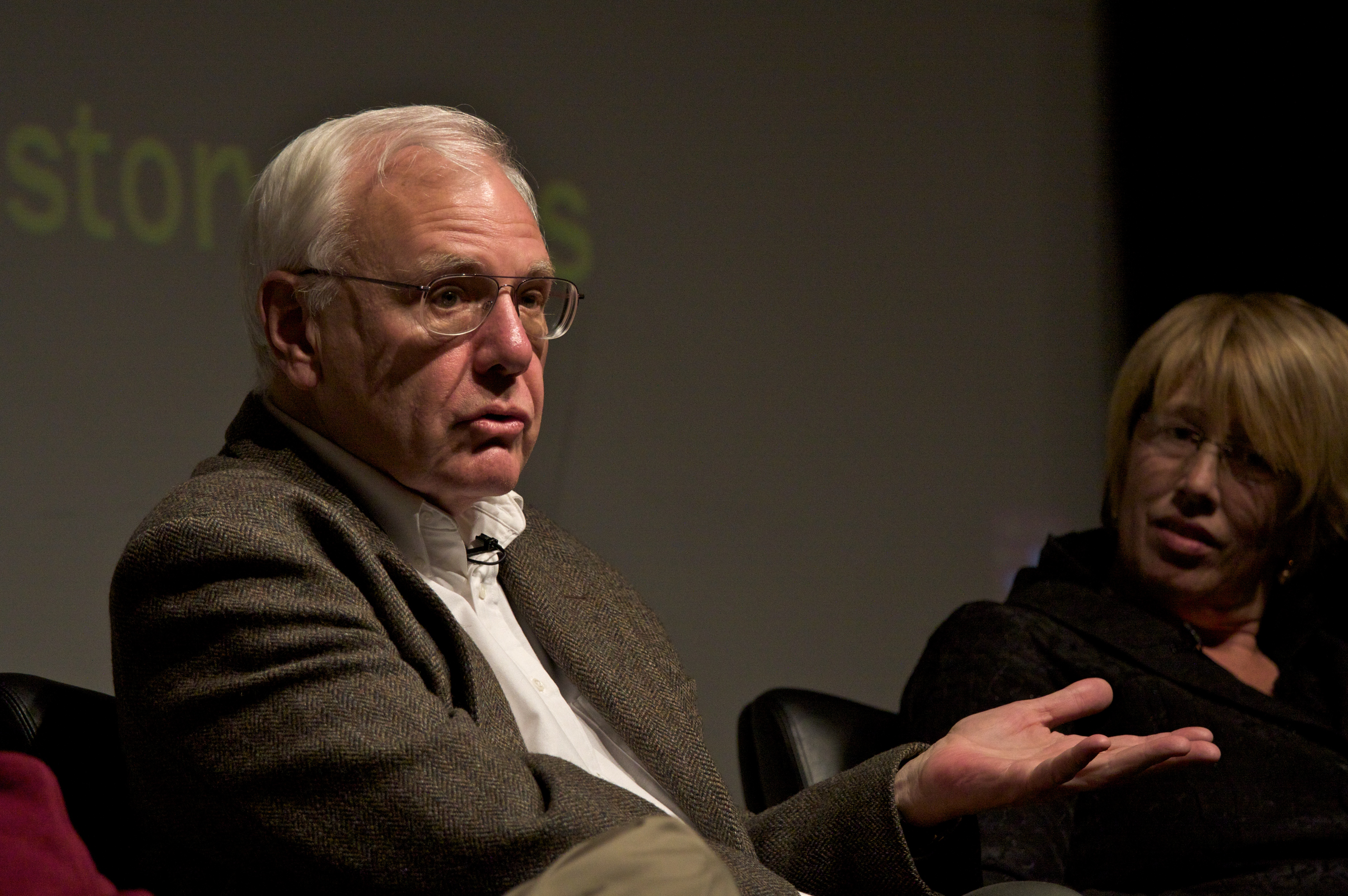

찰스 패트릭 "척" 새커 (Charles Patrick "Chuck" Thacker, 1943년 2월 26일) – 2017년 6월 12일)는 미국의 개척자 컴퓨터 디자이너였다. 그는 마우스 구동 그래픽 사용자 인터페이스(GUI)를 사용한 최초의 컴퓨터인 Xerox Alto를 설계했다.
Thacker는 1943년 2월 26일 캘리포니아 패서디나에서 태어났다. 그의 아버지는 1906년 태어난 랄프 스콧 새커(Ralph Scott Thacker)로 항공 산업의 전기 엔지니어(1928년 Caltech 클래스 ), 이전 결혼 생활을 하고 있었다. 그의 어머니는 계산원이자 비서인 오클라호마에서 1922년에 태어난 전(Mattie) Fern Cheek이었다.
그는 1967년 버클리 캘리포니아 대학교에서 물리학 학사를 받았다. 그런 다음 그는 1968년 대학의 " 프로젝트 지니 (Project Genie)"에 합류하여 SDS 940에서 선구적인 버클리 시분할 시스템 을 개발했다. 버틀러 램슨, 새커 그리고 다른 사람들은 버클리 컴퓨터 코퍼레이션(Berkeley Computer Corporation)을 설립하기 위해 떠났고, 여기서 새커는 프로세서와 메모리 시스템을 설계했다. BCC는 상업적으로 성공하지 못했지만 이 그룹은 Xerox Palo Alto Research Center( PARC )의 컴퓨터 시스템 연구소의 핵심 기술자가 되었다.
새커는 1970년대와 1980년대에 PARC에서 일하면서 Xerox Alto 개인용 컴퓨터 시스템의 프로젝트 리더로 재직했으며 이더넷 LAN의 공동 발명가였으며 최초의 레이저 프린터를 비롯한 많은 다른 프로젝트에 기여했다.
1983년에 Thacker는 DEC( Digital Equipment Corporation )의 SRC( Systems Research Center ) 설립자였으며 1997년에는 Microsoft Research에 합류하여 영국 케임브리지에 Microsoft Research Cambridge 설립을 도왔다.
미국으로 돌아온 후 Thacker는 PARC에서 "임시 Dynabook "과 DEC SRC에서 펜 기반 휴대용 컴퓨터인 Lecrice에 대한 자신의 경험을 바탕으로 Microsoft Tablet PC 용 하드웨어를 설계했다.